# Tinariwen
Tinariwen (tamasheq: ⵜⵏⵔⵓⵏ, Tnrun, amb vocals ⵜⵉⵏⴰⵔⵉⵓⴻⵏ, Tinariuen, literalment ‘Deserts’, plural de ténéré ‘desert’) és un grup de músics tuaregs originari de la regió nord de Mali. La banda es va formar al 1979 a Tamanrasset, a Algèria, però va retornar a Mali després de l'alto al foc del 1990. El grup va començar a guanyar seguidors fora de la regió del Sàhara al 2001, coincidint amb el llançament de The Radio Tisdas Sessions, així com mitjançant les seves actuacions al Festival au Désert de Mali i al Roskilde Festival de Dinamarca. No obstant això, la seva popularitat internacional no va arribar fins al llançament de l'àlbum Aman Iman, al 2007, encadenant posteriorment una llarga llista de reconeixements entre els quals destaca especialment l'obtenció del Premi Grammy al 2012. La NPR ha catalogat el grup de "veritables rebels de la música", mentre que AllMusic els ha considerat com una "veu popular de rebel·lió", i la revista Slate com uns "rebels exemplars, la rebel·lió dels quals, per una vegada, no és només metafòrica".

## Història del grup

### Inicis
La història de Tinariwen s'inicia als anys 70, amb la fundació del grup per part d'Ibrahim Ag Alhabib. Als quatre anys, ja va presenciar l'execució del seu pare, un rebel tuareg participant en l'alçament del 1963 a Mali. En l'exili d'Algèria, Alhabib va començar a tocar música en els camps de refugiats propers a Bordj Badji Mokhtar i als deserts propers a la ciutat de Tamanrasset, on va rebre una guitarra per part d'un local perquè s'iniciés en la música. L'exili el va dur, posteriorment, a viure entre Libia i Algèria.

A finals dels anys 70, Ah Alhabib va unir-se a d'altres músics de la comunitat tuareg, explorant la música de protesta chaabi, raï i de grups com Nass El Ghiwane o Jil Jilala. Ag Alhabib va formar un grup a Tamanrasset amb Alhassane Ag Touhami i els germans Inteyeden Ag Ablil i Liya Ag Ablil, iniciant la seva carrera en festes i casaments. Al 1979, Ah Alhabib adquireix la seva primera guitarra acústica. Mentre el grup no tenia cap nom oficial, la gent els va començar a anomenar Kel Tinariwen, que en el dialecte tamashek de les llengües tuareg vol dir “La Gent del Desert o els Nois del Desert” 

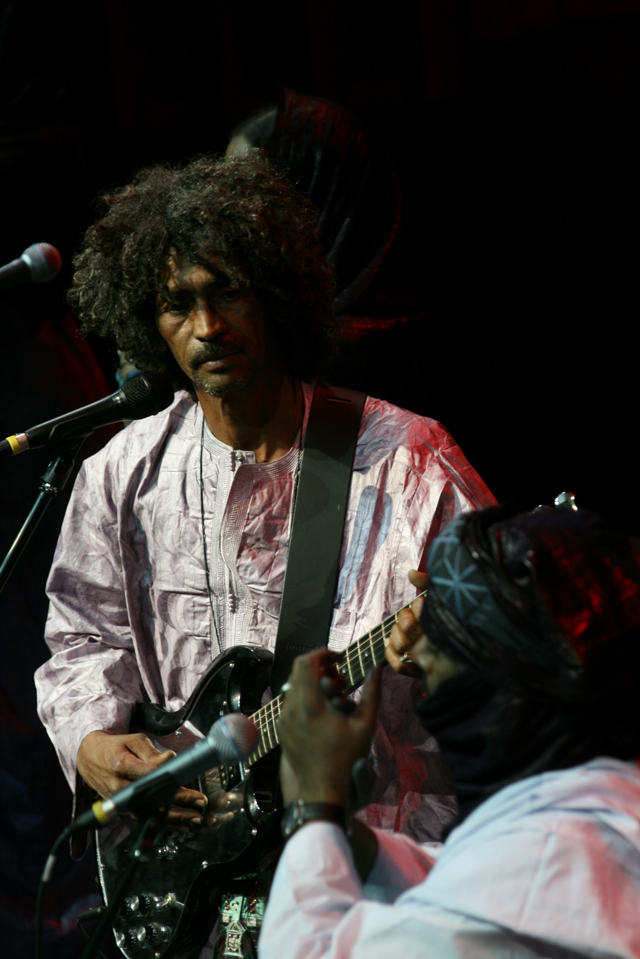
Ibrahim al Alhabib de Tinariwen

Al 1980, Moammar al-Gaddafi va decretar que tots els homes joves tuareg que vivien il·legalment a Libia rebessin formació militar. Gaddafi desitjava formar un regiment d'homes del Sàhara, compost dels millors joves Tuareg, per eixamplar les seves ambicions territorials al Txad i el Níger. Ah Alhabib i els seus companys de banda van respondre a la iniciativa de Gaddafi, rebent per això nou mesos de formació militar. Van respondre-hi de manera similar al 1985, quan ja eren figures destacades entre el moviment tuareg de Libia, el que els va portar a conèixer nous músics com Keddou Ag Ossade, Mohammed Ag Itlale, Sweiloum, Abouhadid i Abdallah Ag Alhousseyni. Tots cantaven i tocaven la guitarra en diferents estils, unint el seu repertori en un col·lectiu (l'actual Tinariwen) per crear cançons amb un fort component polític, en especial denúncia a la situació dels tuareg.
 Al 1989, el col·lectiu va tornar a la seva llar de Mali, capal poble originari d'Ag Alhabib, Tessalit, per primer cop en 26 anys. Al 1990, no obstant, es va produir una nova revolta tuareg contra el govern de Mali, amb diversos membres de Tinariwen participant activament en la rebel·lió. Després d'un acord de pau conegut com els Acords de Tamanrasset (1991), els músics van deixar l'exèrcit per dedicar-se completament a la música. Al 1992, alguns membres del grup van desplaçar-se a Abidjan, Costa d'Ivori, per gravar, tocant per petites comunitats Tuareg de la regió i guanyant una ràpida popularitat a la zona pel boca-orella.

### Reconeixement internacional
Al 1998, Tinariwen desperta l'atenció del grup musical francès Lo’Jo i el seu mànager, Philippe Brix. Aquest grup viatjava a un festival de música a Bamako i va trobar-se amb dos membres del col·lectiu Tinariwen. És per això que un any més tard, alguns membres de la banda van viatjar a França per tocar amb Lo’Jo fent-se anomenar Azawad. Els dos grups, de fet, ja van organitzar al 2001 el Festival au Désert d'Essakane, a Mali, amb Tinariwen com a caps de cartell. Va ser gràcies a aquest festival que el grup va rebre molta atenció de l'exterior, essent invitat al WOMAD i a Roskilde. Al 2004, la presència internacional del grup encara havia crescut més, tocant per primer cop al Regne Unit al festival de música africana Africa Oye.
Des del llançament del seu primer CD, The Radio Tisdas Sessions, que va ser gravat a l'estació de radio de Kidal, a Mali, el grup ha estat de gira per Europa, Nord Amèrica, Japó i Austràlia, amb presència en festivals destacats com Glastonbury, Coachella o el WOMAD. El seu àlbum Amassakoul (“el viatger” en tuareg), llançat al 2004, així com Aman Iman (“l'aigua és la vida”), del 2007, van tenir un gran ressò internacional, despertant l'atenció de músics com Bono d'U2, Carlos Santana o Chris Martin de Coldplay. Al 2005, Tinariwen va rebre el premi BBC Award for World Music, i al 2008 l'alemany Praetorius Music Prize.

### Actualitat

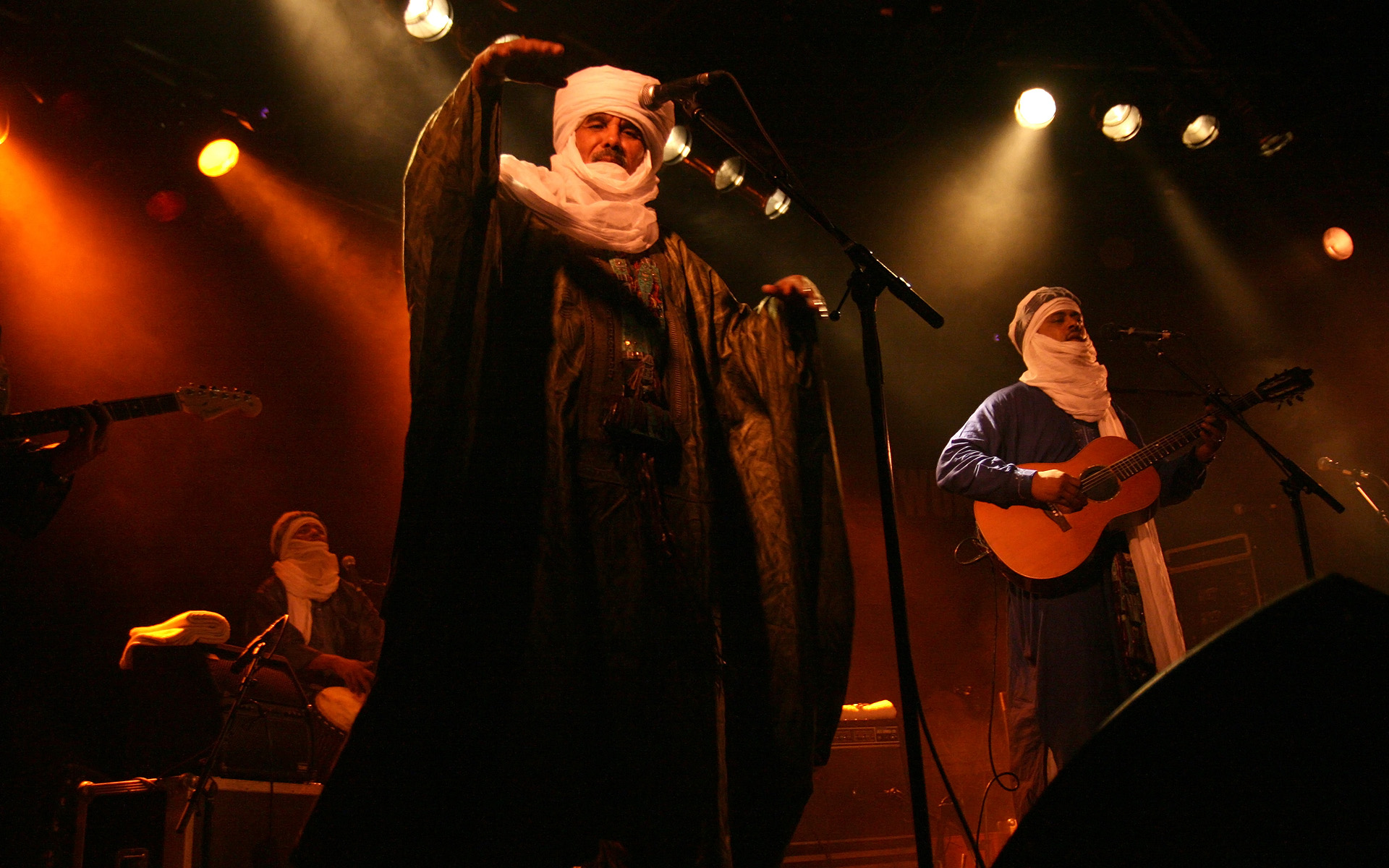
A la música tradicional, Tinariwen hi afegeix influència internacional com la guitarra (Viena, 2011)

Al 2010, Tinariwen va representar Algèria a la cerimònia d'obertura de la Copa del Món de Futbol celebrada Sud Àfrica. En aquell mateix any a més a més, van completar 24 representacions als Estats Units. La banda va presentar un nou àlbum al 2011, anomenat Tassili, incloent-hi col·laboracions internacionals. Aquest mateix CD, de fet, va ser el que va portar-los a guanyar el Premi Grammy al millor àlbum d'estil World Music. El juliol del 2011, el col·lectiu va iniciar una nova gira mundial, incloent participacions en l'End of the Road Festival.
A principis del 2012 es va produir una nova rebel·lió tuareg a la regió originària dels membres de Tinariwen, amb els membres del Moviment Nacional per l'Alliberament de l'Azawad declarant breument la independència de l'estat no reconegut de l'Azawad. L'agost del 2012, un actor de la rebel·lió generalitzada del nord de Mali, el grup Jihadista Ansar Dine, va denunciar la presència de la música popular en el territori, arribant a dir que “No volem la música del dimoni. En el seu lloc hi haurà versos de l'alcorà. La llei així ho demana. El que mana Déu ha de ser complert”. Tinariwen va ser víctima especial dels atacs durant la campanya. Al 2013 es va produir una confrontació de la que se’n van poder escapar tots els membres de la banda, amb l'excepció d'Aballah Ag Lamida, que va ser alliberat setmanes més tard.
Durant la captivitat d'Ag Lamida, alguns membres de la banda es van instal·lar als Estats Units per gravar el seu sisè àlbum, Emmar, continuant amb col·laboracions internacionals. Al 2014 el grup inicia doncs una gira per Europa i Nord-amèrica, que no comptarà per això amb Ag Alhabib, restant a Mali per resoldre qüestions familiars provocades per la recent crisi política del país. Per suplir Ag Alhabib, s'uneix al grup Yad Abderrahmane per realitzar les parts d'Ag Alhabib fins al seu retorn. 

## Estil musical
El so de Tinariwen està embolcallat per la melodia i el ritme de la seva guitarra, que segueix un estil conegut entre els Tuareg com assouf. Val a dir que aquest estil es troba molt arrelat a la regió de la "gran corba" de l'Àfrica Occidental, que és el recorregut que segueix el riu Níger entre Timbuctu i Gao, i que avui reprodueixen grups com Kel Assouf o Bombino. Més enllà de l'adaptació rítmica de la guitarra, els elements bàsics de la música de Tinariwen són les melodies i ritmes tradicionals tuareg, incloent-hi la flauta del pastor pròpia entre els homes de la regió, així com el violí d'una sola corda conegut com a imzad propi entre les dones tuareg d'Algèria, Mali o Níger. El principal instrument de percussió és el tambor tindé, que també és freqüent entre les dones tuareg de la regió. Per acabar, cal destacar la influència destacable del llaüt tradicional, que és conegut com a teherdent, i que ha tingut un paper destacable en la cultura popular de la zona perquè era l'instrument que portaven els Griot, o músics ambulants de la zona. A finals dels anys 1970, quan els membres fundadors de Tinariwen van començar a tocar les seves guitarres acústiques, van començar a desenvolupar l'estil que els acabaria caracteritzant, a mig camí del Blues, l'assouf i la música tradicional Tuareg, oferint un repertori tradicional adaptat a la guitarra d'influència occidental.

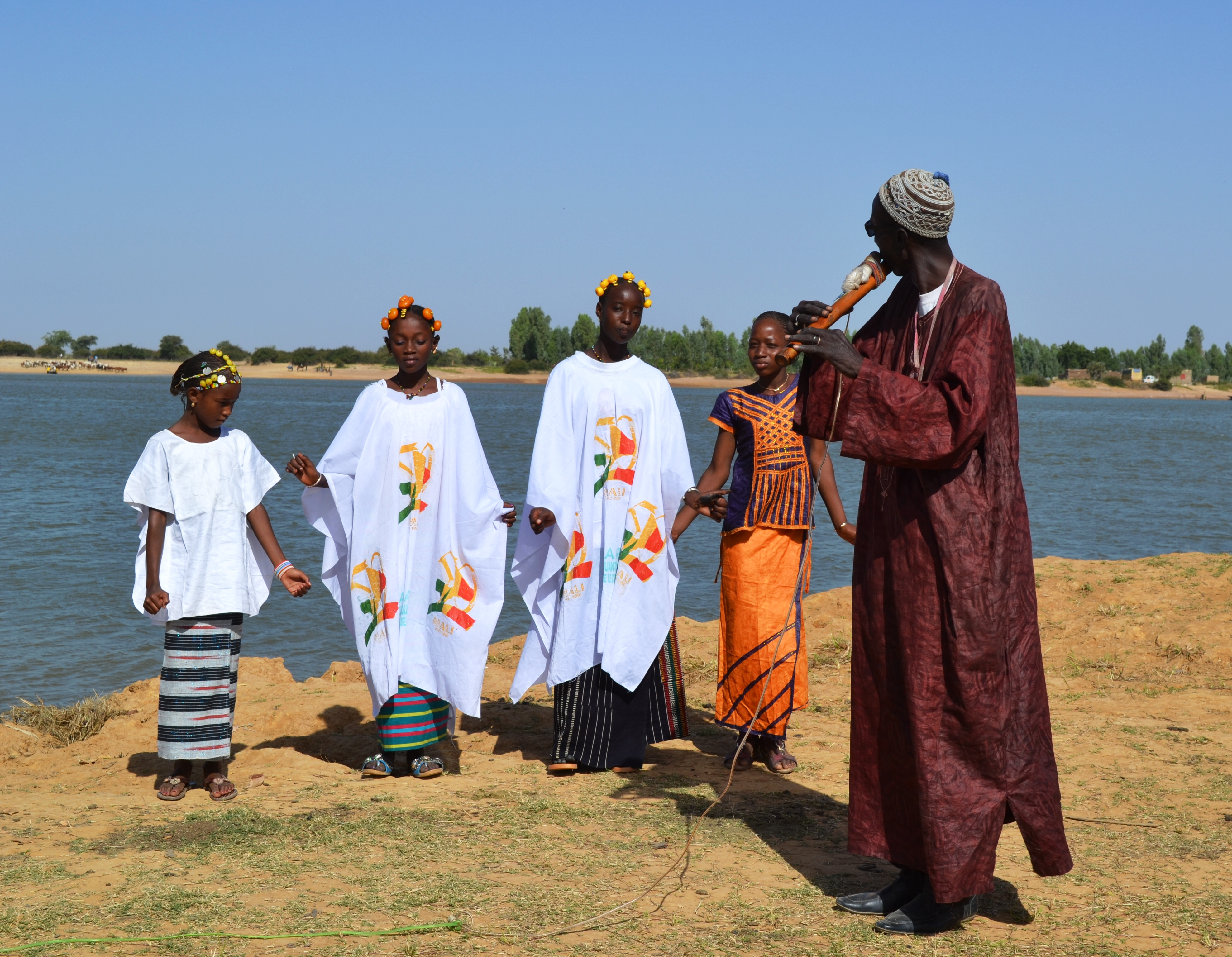
La flauta de pastor és d'ús generalitzat a Mali

Altres influències de rellevància per l'estil propi de Tinarwien inclouen la música amaziga del nord d'Algèria, de cantants radicals de la Cabília com Ait Menguellet; els sons pop i electrònic de la Música Raï d'Algèria; cantants pop d'Algèria i del Marroc com Rabah Driassa o de música folk com Nass el Ghiwane i Lemchaheb, que van popularitzar-se pel so dels seus llaüts i la mandolines; de la música pop d'Egipte i de la música de Bollywood. Una altra influència que no es pot deixar de destacar és la de músics tradicionals de Mali, de la que destaca Ali Farka Touré. En els primers anys de la seva història, els músics de Tinariwen van rebre també moltes influències de la música rock i pop occidental, a destacar: Dire Straits, Santana, Led Zeppelin, Bob Dylan, Jimi Hendrix, Kenny Rogers i Don Williams.
| «                                  | (...) A la meva terra no hi ha pastures per a vaques i cabres És un pais per al camell i la seva dona Al Teneré (desert) al nord d'Ebouss No hi ha res Ni un àrbre, ni un bri d'herba I sempre hi fa calor (...) | » |
| — Mano Ayak (De l'àlbum Aman Iman) | |   |

## Membres
Tinariwen ha estat, des del seu inici, un col·lectiu de cantants, escriptors de cançons i músics que s'han unit per generar combinacions creatives, compartint-les tant en concerts com en gravacions d'àlbums. En aquesta actitud de banda hi ha una certa influència de l'estil de vida nòmada originari dels tuareg, així com les dificultats de transport a la regió del Sàhara. El grup no sempre ha dut el mateix repertori de persones en les seves gires internacionals, encara que alguns membres han actuat amb freqüència. Lamentablement, dos membres influents del grup ja no viuen: el seu fundador, Inteyeden Ag Ablil (germà del guitarra Liya Ag Ablil), i la cantant Wonou Walet Oumar (germana de l'antica vocalista principal Mina Walet Oumar).

### Membres Actius
- Ibrahim Ag Alhabib - guitarra principal i vocalista
- Alhassane Ag Touhami - guitarra i vocalista
- Abdallah Ag Alhousseyni - guitarra acústica i vocalista
- Eyadou Ag Leche - baix, guitarra acústica, calabash i vocalista
- Said Ag Ayad - percussió i vocalista de recolzament
- Elaga Ag Hamid - guitarra i vocalista de recolzament
- Abdallah Ag Lamida ("Intidao") - guitarra i vocalista de recolzament
- Mohammed Ag Tahada - percussió
- Yad Abderrahmane - guitarra i vocalista

### Membres anteriors o inactius
- Inteyeden Ag Ablil - guitarra i vocalista
- Mohammed Ag Itlale (altrament conegut com a "Japonais") - guitarra i vocalista
- Keddou Ag Ossad - guitarra i vocalista
- Liya Ag Ablil - guitarra i vocals
- Sweiloum - guitarra i vocalista
- Foy Foy - guitarra i vocalista
- Abouhadid - guitarra i vocalista
- Wonou Walet Sidati - vocalista
- Kesa Ag Hamid - vocalista
- Mina Walet Oumar - vocalista
- Wonou Walet Oumar - vocalista

## Discografia
- 2014: EMMAAR.
- 2011: Tassili.
- 2009: Imidiwan.
- 2007: Aman Iman (Emma/Universal Music).
- 2004: Amassakoul (World Village/Harmonia Mundi).
- 2001: The Radio Tisdas Sessions (Wrasse Records).